# 2,6-Лутидин
2,6-Лутидин (2,6-диметилпиридин) — гетероциклическое соединение, производное пиридина, используемое в органическом синтезе как катализатор или реагент для силилирования спиртов, реакции Розенмунда и для синтеза енолятов бора. Выбор такого реагента объясняется его слабыми нуклеофильными свойствами (из-за стерических затруднений), но хорошими основными свойствами.

## Физические свойства
2,6-Лутидин обладает запахом пиридина и мяты. Он растворим в распространённых органических растворителях (диэтиловый эфир, тетрагидрофуран, диметилформамид, этанол), а также в достаточной степени растворяется в воде (27 мас. % при 45 °С).

## Очистка
Данное вещество сушат над натрием или гидроксидом калия и перегоняют. Также перед перегонкой можно кипятить 2,6-лутидин с оксидом бария или гидридом кальция. Типичными примесями в 2,6-лутидине являются 3- и 4-пиколины. Их можно удалить перегонкой из хлорида алюминия (14 г на 100 мл лутидина), при этом также удаляются остатки воды. Вместо хлорида алюминия можно добавить фторид бора (4 мл на 100 мл лутидина) к безводному лутидину с последующей перегонкой.

## Использование
2,6-Лутидин используется в реакциях превращения спиртов в пространственно затруднённые силиловые эфиры. В качестве реагента в этом случае берётся соответствующий силилтрифлат, а лутидин выступает в качестве акцептора кислоты. В этой же роли он используется в реакции превращения хлорангидридов карбоновых кислот в альдегиды (реакция Розенмунда), где выделяется хлороводород. При этом 2,6-лутидин превосходит по качеству другие основные добавки (ацетат натрия, диизопропилэтиламин, N,N-диметиланилин).

## Безопасность
Лутидин представляет собой токсичную, легковоспламеняющуюся жидкость. С ним необходимо работать в вытяжном шкафу.